# Globus (warenhuis)
Globus is een Zwitserse warenhuisketen met negen filialen in Zwitserland. De keten verkoopt artikelen in het hogere marktsegment, waaronder kleding, cosmetica, modeaccessoires en huishoudelijke artikelen.De Globus groep waartoe ook de 23 filialen van de Herren Globus (herenmode) en 49 vestigingen van Schild (heren- en damesmode) behoren is eigendom van Migros, het grootste detailhandelsconcern van Zwitserland.

## Geschiedenis
In 1892 richtte Josef Weber, geïnspireerd op de Parijse warenhuizen, aan de Papierwerd aan de Bahnhofbrücke het eerste grote warenhuis van Zürich op onder de naam J. Weber's Bazar. Kort daarna werd de bankier Heinrich Burkhardt partner, die het warenhuis later overnam en het in 1907 omvormde tot een naamloze vennootschap met een kapitaal van 2.5 miljoen Zwitserse francs. Hierbij werd de naam van het warenhuis gewijzigd in Globus.
Ter gelegenheid van het 25-jarige jubileum van Globus introduceerden de toenmalige reclamedirecteur Ignatius Karl Schiele en de tekenaar Robert Lips in 1932 het figuur 'Globi'. In 1944 werd hiervoor zelfs een dochteronderneming 'Globi Verlag AG opgericht, dat sinds die tijd boeken uitgeeft en het meest succesvolle kinderboekenfiguur vermarkt.
Na de Tweede Wereldoorlog betrok Globus het leegstaande Pestalozzi schoolgebouw tussen de Bahnhofstrasse en de Löwenplatz, met de intentie om op de Papierwerd een nieuwe hoofdvestiging te bouwen. In 1951 werd het bouwproject tijdens een volksraadpleging weggestemd. 
Omdat de locatie aan de Bahnhofstrasse enorm goed bleek aan te slaan, werd op het Papierwerd-grondstuk in de Limmat door de Zürichse architect Karl Egender het zogenoemde Globusprovisorium neergezet, waarin het warenhuis tijdens de afbraak van het oude schoolgebouw en de nieuwbouw van het huidige warenhuis werd ondergebracht.
Het grondstuk van de voormalige school kon men ruilen met de stad Zürich voor het Papierwerd-eiland. De nieuwbouw werd in 1967 betrokken. Het toenmalig tijdelijke warenhuis bestaat nog steeds en is tussentijds meerdere malen genrenoveerd. Inmiddels is het genomineerd als monument, omdat het lichte gebouw, de stroming van de Zweiten Schweizer Moderne representeert, waar Karl Egender deel van uitmaakte. Het markante pand met twee verdiepingen op een van de beste passantenlocaties voor het Züricher hoofdstation wordt thans gebruikt door Coop en de Züricher stadspolitie.
In 1965 lanceerde Globus een discountwarenhuis onder de naam ABM (Au Bon Marché) dat in de jaren '80 was uitgegroeid tot zo'n 60 flialen. Verkeerde managementbeslissingen en reorganisaties de ABM-warenhuizen zorgden voor zware financiële verliezen bij de Globus groep. Dit leidde ertoe dat de ABM warenhuizen in 2001 werden opgeheven.
Per 1 augustus 1996 werden 7 warenhuizen inclusief personeel van de belangrijkste concurrent Jelmoli overgenomen. Hieronder bevonden zich de Grand Passage in Genève (opgericht in 1907), Innovation in Lausanne, Aux Armourins in Neuchâtel (opgericht in 1920 en gesloten in de herfst van 2011), de Jelmoli-vestigingen in Luzern en het GlattZentrum en de Innovazione in Locarno.
Ter vervanging van de ABM-warenhuizen werd de Globus groep franchisenemer van Oviesse, een winkelformule voor trendmode van Coin. De ABM-filialen werden naar de Oviesse-formule omgebouwd, met meestal daarnaast Nannini-cafés en een Estorel-drogisterij, omdat de nieuwe formule niet de gehele oppervlakte innam van de voormalige ABM-filialen. Eind 2004 werden de Oviesse filialen en de Nannini-cafés weer gesloten.
In 1997 verkocht de familie Bitterli de Globus groep aan Migros, die de Globus groep tot eind 2006 als zelfstandige onderneming verder exploiteerde. Op 1 januari 2007 werd de groepsstructuur gewijzigd en kwamen de ondernemingen binnen de Globus groep als zelfstandige ondernemingen direct onder Migros te hangen. Op 1 januari 2007 werd de uitgever Globi Verlag verkocht aan de uitgever Orell Füssli.
In oktober 2013 verkochten de aandeelhouders van modeketen Schild AG uit Luzern hun aandelen aan Globus en namen daarvoor in de plaats een aandeel in Globus. Schild zou binnen de Globus groep als een zelfstandige onderneming verdergaan. Met een omzet van meer dan 1 miljard Zwitserse francs werd de Globus groep marktleider op modegebied in het midden- en hogere segment.
In 2014 werd de webwinkel van Globus geopend met kleding, woontextiel en wijn. De webshop werd 2016 vernieuwd en uitgebreid met het complete assortiment.
In 2018 nam Globus het schoenen- en lederwarenmerk Navyboot over van de Gaydoul Group.
SIGNA en de Central Group namen in 2020 via een joint venture Magazine zum Globus AG over. De nieuwe eigenaren, die ook eigenaar zijn van het o.a. het KaDeWe, Illum en de keten La Rinascente willen de Globus warenhuizen herpositioneren. In juli 2020 werd bekend gemaakt dat 31 speciaalzaken van Schild, Herren-Globus en Navyboot weer werden afgestoten aan de voormalige Globus baas Thomas Herbert en zijn zakenpartners Silvia en Fredy Bayard. Voor de herpositionering wordt zo'n 280 miljoen euro in de Globus warenhuizen gepompt.

## Filialen
Globus heeft warenhuizen in:
- Basel
- Bern
- Genève
- Lausanne
- Luzern
- Sankt Gallen
- Zürich (2 filialen, waaronder het vlaggenschipfiliaal aan de Bahnhofstrasse)
- Wallisellen in de buurt van Zürich, in het winkelcentrum Glattzentrum

In januari 2016 werd een filiaal in Chur gesloten, omdat de huur door verhuurder was opgezegd. Het pand waarin het warenhuis gevestigd was, moest wijken voor nieuwbouw.